# Ștefan Voitec
Ștefan Voitec (Corabia, 19 giugno 1900 – Bucarest, 4 dicembre 1984) è stato un giornalista e politico rumeno.
È considerato uno statista e una grande rappresentanza della Repubblica Socialista di Romania, con un orientamento politico volto verso il socialismo e in seguito verso il comunismo.
Ha ricoperto vari incarichi di governo, con differenti funzioni.

## Carriera politica
Fu membro del Partito Socialista Rumeno nel 1918, segretario dal 1939-1944, allora Segretario Generale del PSD (1944-1948). È stato membro del comitato esecutivo del Partito Social Democratico (storico). È stato ministro della pubblica istruzione dal 4 novembre 1944 al 27 dicembre 1947 nel Governo Sanatescu Radescu I e Governo Groza II.
È stato uno dei leader che hanno accettato l'unificazione del PSD e il PCR nel 1948, contribuendo a creare un partito unico - il Partito dei Lavoratori Rumeno (dal 1965 ribattezzato Partito Comunista Rumeno). Dopo il congresso di unificazione del PSD con il PCR (1948) è diventato un membro del PCR. Ha ricoperto successivamente diverse cariche come: Vice Presidente del Consiglio dei ministri (1948-1949, 1956-1961), Ministro per il Commercio Interno (1955-1956) e Ministro dell'industria e dei beni di consumo (1957-1959). È stato anche Vice Presidente del Consiglio di Stato (1961-1965, 1974-1984) e Presidente dell'Assemblea Nazionale (1961-1974).
Nel maggio 1961 gli è stata conferita la medaglia del 40° Anniversario della costituzione del Partito Comunista della Romania.

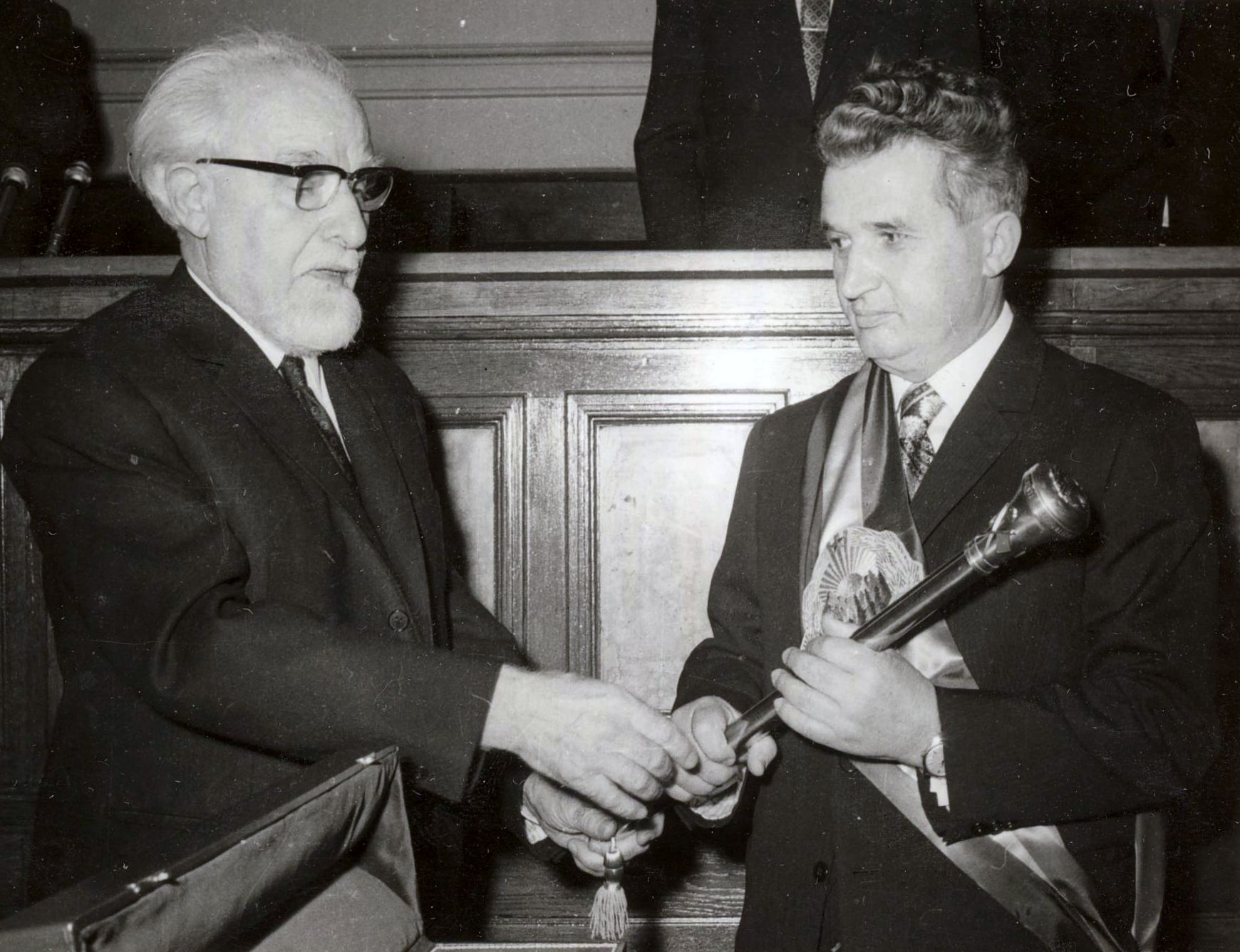
Nicolae Ceaușescu riceve dal Presidente uscente della Grande Assemblea Nazionale Ștefan Voitec lo scettro che segna la sua elezione da parte del Partito Comunista Rumeno come Presidente della Romania (29 aprile 1974).

## Ultimi anni
Nel 1980 Ștefan Voitec venne eletto membro a pieno titolo dell'Accademia rumena. Morì mentre era in carica come uno dei dodici vicepresidenti della Romania.
Negli ultimi anni dichiarò di avere firmato il decreto che porto la Romania a trasformarsi in una Repubblica socialista. 
Il corpo è stato sepolto vicino al Parco Carlo I di Bucarest, poi è stato riesumato e cremato.